# イ・チャンミン
イ・チャンミン（朝: 이창민、漢: 李昶旻、英: Lee Chang-Min、1986年5月1日 - ）は、韓国の歌手。男性アイドルグループ・2AMのメンバー。

## 学歴
- 犬浦小学校
- 釜山鎮中学校
- 開金高校
- 東亜放送芸術大学 ビデオ音楽科

## 放送
- 2009年 KBS スターゴールデンベル固定出演
- 2009年 MBC 見つけよう！ おいしいテレビ
- 2012年 KBS 危機脱出ナンバーワン
- 2012年 MBC リングの帝王
- 2014年 MBC 100人の選択 - 最高のラーメン
- 2015年 KBS チャンミンの歌謡広場
- 2015年 MBC ミステリーミュージックショーの覆面歌王南山の上のその松<参加者>
- 2016年 JTBC キム・ジェドンのトークツー - 心配しないでください！ 君
- 2015年 MBC ミステリーミュージックショーの覆面歌王私を打ちなさい。 ドラムマン。[優勝]）
- 2018年 MBC おいしい地図シーズン4
- 2020年、2022年 知っているお兄さん

## 映画
- 2013年 微生物フリークイル - 長白期役

## 活動
警察で服務を終えてデビューした特徴のために大韓民国最初の軍筆者アイドルの軍筆石と25歳で大学卒業まで終えた大卒石と呼ばれている。

## 受賞履歴
- 2013年 スンピアワード 今年最高のost賞 - 相続者たち ost moment
- 2019年第3回ソリバダベストケイミュージックアワードボイス賞

## その他
- チャンミンの叔母ユン・イジは1996年2人組の女性デュオとして活動したBB。